# Élargissement de l'Union européenne

Pays membres de l'Union européenne
Pays candidats reconnus
Pays candidats déclarés
Anciens pays membres
Pays ayant annulé leur candidature et membres de l'Association européenne de libre-échange

Les pays membres de l'Union européenne par ordre chronologique d'intégration ou de retrait (1957-2020).

L'élargissement de l'Union européenne (UE) décrit les vagues successives d'intégration économique et politique (intégration européenne) des États européens environnants dans l'Union européenne.
L'Union européenne est aujourd'hui composée de 27 États membres, au terme de huit élargissements (adhésion de trois nouveaux pays en 1973, un pays en 1981, deux en 1986, trois en 1995, douze en deux vagues en 2004 et 2007 — dix en 2004 et deux en 2007 — et un en 2013) et le retrait du Royaume-Uni en 2020, depuis sa création en 1957 par six pays.
Cette intégration s’effectue durant une période de transition au cours de laquelle les États candidats incorporent dans leurs législations internes l’Acquis communautaire ; c’est-à-dire les directives, les règlements et les standards harmonisés qui permettent aux produits et services de circuler librement au sein du marché unique européen (sans frontières). Cet acquis étant devenu plus dense et plus complexe, la période de transition au cours de laquelle les candidats transposent cet acquis tend à devenir de plus longue. Commencée en 1993 sous l’égide des programmes PHARE-PRAQ, cette période de transition s’est étalée sur une période de 11 à 13 années lors du grand élargissement (Bulgarie, Estonie, Hongrie, Lettonie, Lituanie, Pologne, Roumanie, Slovaquie, Slovénie, Tchéquie).
Les règles d'adhésion sont définies dans les critères de Copenhague, établis en 1993, et dans l'article 49 du traité de Maastricht. Pour déclarer un pays « européen », il faut un consensus au sein des institutions de l'UE. Juridiquement, l'élargissement de l'UE n'apparaît pas central : « le terme est absent (…) du traité sur le fonctionnement de l'Union européenne » ; dans le traité sur l'Union européenne, il « n'apparaît qu’une fois dans le cadre de « l’action de l'Union sur la scène internationale » (art. 21, al. 1) », « ce qui revient à considérer ce processus comme une affaire externe et non interne » ; les notions d'« adhésion » et d'« États candidats » y sont rares et pour des aspects spécifiques ; l'idée est présente dans les préambules des deux traités, mais c'est la déclaration de Robert Schuman qui l'explicite sur le plan politique.
Neuf autres pays (l'Albanie, la Bosnie-Herzégovine, la Macédoine du Nord, la Moldavie, le Monténégro, la Serbie, la Turquie , l'Ukraine et la Géorgie) ont le statut de pays candidats à l'intégration européenne. Le Kosovo a par ailleurs déposé une candidature. L'Islande a été candidate de 2009 à 2015 et a retiré cette candidature le 12 mars 2015, tout comme pour la Suisse et la Norvège dans les années 1990. La demande d'adhésion du Maroc aux Communautés européennes, faite en 1984, a été rejetée en 1987 pour raisons géographiques.
Le futur élargissement de l'Union européenne est ouvert à tout pays « européen » ayant un gouvernement et des valeurs démocratiques, pratiquant un libre marché et ayant la volonté et la capacité d'intégration en appliquant les lois de l'Union européenne,.
Alors que l'UE représente aujourd'hui le troisième ensemble de population au monde après la Chine et l'Inde, les futures extensions suscitent des interrogations : l'ambiguïté des limites de l'Europe, la crainte qu'un trop grand élargissement provoque une dilution de l'Union en une simple zone de libre-échange avec des replis nationalistes potentiels, et que les démarches d'adhésion occasionnent des tensions sur des conflits géopolitiques non résolus telles que le statut du Kosovo (dont l'indépendance vis-à-vis de la Serbie n'est pas reconnue par celle-ci, ni par tous les États membres de l'UE) ou l'invasion turque de Chypre et la non-reconnaissance de Chypre par la Turquie.

## Historique

### Chronologie
| Ordre | État membre | Signature du traité et ratification | Traité fondateur / d'adhésion et son entrée en vigueur (adhésion) | Observations |
| ----- | ----------- | ----------------------------------- | ----------------------------------------------------------------- | --- |
| 01    | Allemagne   | 25 mars 1957 19 juillet 1957        | Traité de Rome 1er janvier 1958                                   | 1990 : Réunification allemande, l'ancienne République démocratique allemande rejoint la CEE le 3 octobre.            |
| 02    | France      | 25 mars 1957 23 juillet 1957        | Traité de Rome 1er janvier 1958                                   | 1962 : Retrait de l' Algérie à la suite de son indépendance et de son refus de rester dans la CEE.                   |
| 03    | Italie      | 25 mars 1957 9 octobre 1957         | Traité de Rome 1er janvier 1958                                   | |
| 04    | Luxembourg  | 25 mars 1957 26 novembre 1957       | Traité de Rome 1er janvier 1958                                   | |
| 05    | Belgique    | 25 mars 1957 28 novembre 1957       | Traité de Rome 1er janvier 1958                                   | |
| 06    | Pays-Bas    | 25 mars 1957 4 décembre 1957        | Traité de Rome 1er janvier 1958                                   | |
| 07    | Irlande     | 22 janvier 1972 10 mai 1972         | Traité de Bruxelles 1er janvier 1973                              | |
| 08    | Danemark    | 22 janvier 1972 2 octobre 1972      | Traité de Bruxelles 1er janvier 1973                              | 1985 : Retrait du Groenland le 1er février, à la suite du référendum de 1982, mais adoption d'un traité spécifique.  |
| 09    | Royaume-Uni | 22 janvier 1972 16 octobre 1972     | Traité de Bruxelles 1er janvier 1973                              | 31 janvier 2020 : retrait du Royaume-Uni de l'Union européenne, trois ans et demi après le référendum sur le Brexit. |
| 10    | Grèce       | 28 mai 1979 28 juin 1979            | Traité d'Athènes 1er janvier 1981                                 | |
| 11    | Espagne     | 12 juin 1985 26 juin 1985           | Traité de Madrid/Lisbonne 1er janvier 1986                        | Le statut des plazas de soberanía au nord du Maroc ( Ceuta et Melilla) et des Îles Canaries demeure spécifique.      |
| 12    | Portugal    | 12 juin 1985 11 juillet 1985        | Traité de Madrid/Lisbonne 1er janvier 1986                        | Le statut des Açores et de Madère demeure spécifique.                                                                |
| 13    | Autriche    | 26 juillet 1994 12 juin 1994        | Traité de Corfou 1er janvier 1995                                 | |
| 14    | Finlande    | 26 juillet 1994 16 octobre 1994     | Traité de Corfou 1er janvier 1995                                 | Le statut des Îles Åland demeure spécifique.                                                                         |
| 15    | Suède       | 26 juillet 1994 13 novembre 1994    | Traité de Corfou 1er janvier 1995                                 | |
| 16    | Slovaquie   | 16 avril 2003 1er juillet 2003      | Traité d'Athènes 1er mai 2004                                     | |
| 17    | Chypre      | 16 avril 2003 14 juillet 2003       | Traité d'Athènes 1er mai 2004                                     | Le nord de l'île, sous le contrôle de l'État sécessionniste de Chypre du Nord, n'est que de jure dans l'UE.          |
| 18    | Malte       | 16 avril 2003 14 juillet 2003       | Traité d'Athènes 1er mai 2004                                     | |
| 19    | Pologne     | 16 avril 2003 23 juillet 2003       | Traité d'Athènes 1er mai 2004                                     | |
| 20    | Lituanie    | 16 avril 2003 16 septembre 2003     | Traité d'Athènes 1er mai 2004                                     | |
| 21    | Tchéquie    | 16 avril 2003 30 septembre 2003     | Traité d'Athènes 1er mai 2004                                     | |
| 22    | Lettonie    | 16 avril 2003 2 octobre 2003        | Traité d'Athènes 1er mai 2004                                     | |
| 23    | Hongrie     | 16 avril 2003 21 décembre 2003      | Traité d'Athènes 1er mai 2004                                     | |
| 24    | Estonie     | 16 avril 2003 21 janvier 2004       | Traité d'Athènes 1er mai 2004                                     | |
| 25    | Slovénie    | 16 avril 2003 28 janvier 2004       | Traité d'Athènes 1er mai 2004                                     | |
| 26    | Bulgarie    | 25 avril 2005 11 mai 2005           | Traité de Luxembourg 1er janvier 2007                             | |
| 27    | Roumanie    | 25 avril 2005 17 mai 2005           | Traité de Luxembourg 1er janvier 2007                             | |
| 28    | Croatie     | 9 décembre 2011 4 avril 2012        | Traité de Bruxelles 1er juillet 2013                              | |

### Premier élargissement
En 1961, le Premier ministre britannique indique sa volonté d'adhésion car les exportations du pays sont de plus en plus orientées vers l'Europe continentale et le gouvernement y voit une occasion de prospérité. Les candidatures du Danemark et de l'Irlande sont liées à celle du Royaume-Uni car ils entretiennent des liens économiques étroits avec ce dernier. Les six États fondateurs décident qu'il faut « approfondir avant, puis élargir », c'est-à-dire qu'ils doivent resserrer leurs liens pour être assez forts pour un élargissement. Cette volonté se traduit par la mise en place de la politique agricole commune (PAC) en 1962 mais, dans une conférence du 14 janvier 1963, le général de Gaulle pose son veto contre l'élargissement car il voit le Royaume-Uni comme « un cheval de Troie des États-Unis en Europe ». Les partenaires de la France sont en désaccord avec cette position mais ils sont impuissants en raison de l'obligation d'unanimité.
Finalement, les candidats formulent une nouvelle demande en 1967. La position de De Gaulle n'a pas changé mais après 1969, le président Pompidou va se montrer moins fermé quant aux négociations qui aboutissent le 22 janvier 1972 par la signature des traités d'adhésion qui sont ratifiés sans difficulté à l'exception de la Norvège où les électeurs s'opposent à la ratification pour rejeter la politique commune de la pêche qui provoquerait une concurrence trop importante. En parallèle, cette étape est marquée par la période la plus meurtrière du conflit nord-irlandais, celui-ci ne sera réglé politiquement que deux décennies plus tard.
Finalement, en 1973, le Royaume-Uni, l'Irlande et le Danemark rejoignent ensemble la Communauté économique européenne.

### Deuxième élargissement
En 1981, la Grèce rejoint la Communauté économique européenne. La dictature des colonels avait succédé en 1967 à l'exil de la monarchie hellénique. Les relations avec la CEE qui commençaient à se développer dès 1961 avaient été gelées. Il fallut attendre le retour à la démocratie pour que la possibilité d'un rapprochement soit étudiée de nouveau.

### Troisième élargissement
En 1974, la Révolution d'Avril met fin à la dictature salazariste au Portugal. En Espagne, la mort de Franco permet à son successeur le roi Juan Carlos d'entamer une période de transition qui s'achève avec l'échec du pronunciamento franquiste aux Cortès en 1982. Un nouvel élargissement de la CEE a donc lieu en 1986 .
Le 9 février 1962, le gouvernement espagnol avait déjà adressé à la Communauté économique européenne une lettre demandant l'ouverture de négociations en vue d'une association de l'Espagne à la Communauté, voire d'une éventuelle adhésion à long terme. Cependant, le pays étant soumis au régime dictatorial de Francisco Franco, cette demande est rejetée en raison du refus des États membres d'accepter la candidature d'un régime non-démocratique. Les négociations durent plus de six ans assorties d'obligations : ratifier les pactes internationaux relatifs aux droits civils, économiques et culturels des Nations unies, rejoindre le Conseil de l'Europe ou encore réformer en profondeur leurs systèmes économiques.

### Réunification de l'Allemagne
En 1990, l'Allemagne, divisée depuis 1949 en deux États est réunifiée et la Communauté économique européenne intègre l'ancienne République démocratique allemande. Cette intégration est réalisée unilatéralement par les nouveaux Lander allemands, avec l'accord des instances européennes. L'application de la loi fondamentale allemande permet aux Länder de l'Est d'appliquer immédiatement les accords internationaux passés par la RFA et dont font partie les différents traités européens.

### Quatrième élargissement
Par la suite, des États neutres et riches vont poser leurs candidatures. L'Autriche, la Suède et la Finlande sont, en effet, plus riches que les États membres et ne se revendiquent ni du camp occidental ni du camp soviétique. L'adhésion est concrétisée par le traité de Corfou du 24 juin 1994. Ces États pourront ne pas participer à la politique étrangère et de sécurité commune s'ils estiment qu'elle va à l'encontre de leur neutralité. En outre, une subvention pour les zones arides a été mise en place afin qu'ils puissent bénéficier d'une aide économique européenne.
En 1995, l'Autriche, la Finlande ainsi que la Suède rejoignent l'Union européenne.

### Cinquième élargissement: deux phases d'adhésion
La décision de principe concernant l'extension de l'Union aux pays associés d'Europe centrale et orientale a été prise en 1993 par le Conseil européen de Copenhague, qui a également défini les critères auxquels les pays candidats devront satisfaire (critères de Copenhague) :
- critère politique : la présence d'institutions stables garantissant la démocratie, la primauté du droit, les droits de l'homme, le respect des minorités et leur protection ;
- critère économique : l'existence d'une économie de marché viable ainsi que la capacité de faire face à la pression concurrentielle et aux forces du marché à l'intérieur de l'Union européenne ;
- critère de la reprise de l'acquis communautaire : la capacité du pays candidat à assumer les obligations d'un État membre, et notamment de souscrire aux objectifs de l'Union politique, économique et monétaire.

L'élargissement a été confirmé par une nouvelle décision du Conseil européen en 2002, également à Copenhague et s'est déroulé en deux phases. Ces élargissement, entre 2004 et 2013, ont profondément modifié le visage et l'équilibre de l'Union européenne : sa superficie a augmenté de plus de 25 %, sa population de plus de 20 % tandis que le PIB moyen par habitant de l'Union européenne a diminué en même temps de plus de 10 %.

#### Phase 1: 10 nouveaux États membres

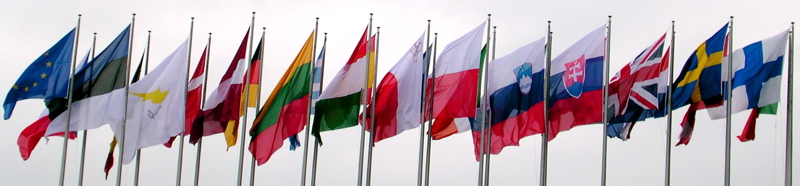
Drapeaux des 25 pays de l'Union (avant 2007).

Le 9 avril 2003, le Parlement européen a accepté l'adhésion de dix pays supplémentaires (Estonie, Lettonie, Lituanie, Pologne, Tchéquie, Slovaquie, Hongrie, Slovénie, Chypre, Malte), qui adhèrent formellement à l'Union par le traité d'Athènes du 16 avril 2003.
Neuf de ces pays ont consulté leur population par référendum en 2003 :
- Malte - 8 mars (53,65 % de oui, 91 % de participation) ;
- Slovénie - 23 mars (89,66 % de oui, 55,37 % de participation) ;
- Hongrie - 12 avril (83,76 % de oui, 45 % de participation) ;
- Lituanie - 10-11 mai (91,04 % de oui, 63,3 % de participation) ;
- Slovaquie - 16-17 mai (92,46 % de oui, 52,15 % de participation) ;
- Pologne - 7-8 juin (77,41 % de oui, 58,82 % de participation) ;
- Tchéquie - 13-14 juin (77,33 % de oui, 55,21 % de participation) ;
- Estonie - 14 septembre (66,9 % de oui, 63 % de participation) ;
- Lettonie - 20 septembre (67 % de oui, 72,53 % de participation).

Du côté des 15 États membres et de  Chypre, l'extension fut ratifiée par voie parlementaire, aucun gouvernement ne voulant prendre le risque d'un référendum pour valider l'opportunité de cette extension à dix nouveaux États.
Le 25 avril 2004, juste avant l'adhésion de Chypre à l'Union, le référendum sur le plan de réunification de l'île est accepté par les Chypriotes turcs mais repoussé par les Chypriotes grecs. L'île entre cependant entière dans l'Union européenne mais, conformément au protocole no 10 du traité d'Athènes, l'acquis communautaire est suspendu dans les zones qui échappent au contrôle effectif du gouvernement de la république de Chypre. Les aides au développement de la partie Nord sont néanmoins fournies par l'UE.
Ces dix États intègrent l'Union européenne le 1er mai 2004.

#### Phase 2: Bulgarie et Roumanie
La Roumanie et la Bulgarie ont rejoint l'Union le 1er janvier 2007. Cette intégration tardive des deux pays riverains de la mer Noire résulte de la nécessité de réformer en profondeur la vie politique et la société civile afin de les rapprocher des standards européens, notamment en matière d'économie de marché, de développement de l'État de droit et de lutte contre la corruption. En raison des défis à relever pour ces deux pays, des moyens et un suivi particuliers ont été mis en place par les instances européennes.

### Sixième élargissement
En 2003, la Croatie a déposé une demande d'adhésion à laquelle la Commission a rendu un avis favorable le 21 avril 2004, confirmé par le Conseil le 18 juin 2004. La Croatie devait alors ouvrir des négociations formelles le 17 mars 2005.
En février 2005, le Tribunal pénal international s'est plaint d'une coopération insuffisante pour livrer le général Ante Gotovina (retrouvé depuis dans l'archipel des îles Canaries (Espagne) et arrêté le 7 décembre 2005). Le 16 mars, les ministres des affaires étrangères de l'Union ont repoussé la date d'ouverture des négociations et celles-ci n'ont débuté in fine que le 3 octobre 2005, en même temps que celles de la Turquie.
La Croatie devient le 28e État de l'Union européenne le 1er juillet 2013, après ratification du traité d'adhésion signé le 9 décembre 2011, et le « oui » obtenu à 66,27 % lors du référendum national qui a été tenu le 22 janvier 2012.

### Retrait du Royaume-Uni
Le référendum sur le maintien du Royaume-Uni dans l'Union européenne organisé le 23 juin 2016 fait suite aux débats sur le retrait du Royaume-uni installés dès l'intégration du royaume dans les Communautés européennes, il se solde par un résultat de 51,9 % des citoyens britanniques choisissant la sortie de l'UE. Ce référendum avait été promis par le premier ministre David Cameron, lui-même ayant fait campagne contre la sortie.
La législation de l'Union prévoit une période de deux ans afin de négocier les modalités du retrait après l'activation de l'Article 50 du traité sur l'Union européenne par le gouvernement du Royaume-Uni. Le gouvernement de Cameron est remplacé juste après le référendum par celui de Theresa May, les débats internes et les problématiques qui n'avaient que peu été anticipées conduisent à de multiples reports de l'activation de l'article 50. Un accord de retrait est finalement trouvé le 17 octobre suivant entre le Royaume-Uni et l'Union européenne. Le traité est signé par Jean-Claude Juncker, et par Boris Johnson, nouveau Premier ministre britannique et finalement ratifié le 9 janvier 2020 par la Chambre des communes à la suite des élections générales britanniques anticipées de 2019 qui ont vu la victoire décisive des conservateurs. Le Parlement européen ratifie l'accord le 29 janvier suivant, ouvrant la voie à une sortie avec accord du Royaume-Uni de l'Union le 31 janvier 2020 à minuit.

## Perspectives d'élargissement après l'Europe des 27

### Processus
| Étape | Commentaires |
| --- | --- |
| Un État soumet une demande d'adhésion au Conseil de l'Union européenne, auprès de l'État qui en assure la présidence semestrielle.              | Le pays candidat est préalablement invité à signer un accord d'association (AA) ou de stabilisation et d'association (ASA).                                                                      |
| Le Conseil saisit la Commission européenne. Elle doit rendre un avis sur la demande d'adhésion.                                                 | |
| Le Conseil reconnait l'État comme candidat. | Le pays candidat acquiert officiellement le statut d'« État reconnu candidat à l'adhésion ». |
| Le Conseil décide à l'unanimité d'ouvrir des négociations en vue de l'adhésion.                                                                 | |
| La Commission propose et le Conseil adopte à l'unanimité les positions que doit adopter l'Union à l'égard du candidat pendant les négociations. | Afin de se mettre en conformité avec les standards de l'UE, le pays candidat reçoit des aides spécifiques regroupées dans les instruments de préadhésion (aide financière, technique, humaine…). |
| L'Union représentée par le président du Conseil conduit les négociations avec le candidat.                                                      | Un certain nombre de chapitres (thématiques) doivent être remplis par le pays candidat afin de remplir l'acquis communautaire.                                                                   |
| Un accord est obtenu entre l'Union et le candidat sur un projet de traité d'adhésion.                                                           | |
| Le traité d'adhésion est soumis au Conseil (accord à l'unanimité) et au Parlement européen (vote à la majorité absolue).                        | |
| Les États membres et le candidat signent le traité d'adhésion.                                                                                  | |
| Les États membres ratifient le traité d'adhésion ainsi que le candidat.                                                                         | L'accord des citoyens du pays candidat est généralement validé par le biais d'un référendum. |
| Le traité d'adhésion prend effet. | Le pays candidat acquiert officiellement le statut d'« État membre ». |

### Pays candidats déclarés ou potentiels
| |
| - États membres de l'Union européenne (27 depuis le 1er février 2020). - États candidats reconnus à l'adhésion à l'Union européenne (9 depuis le 14 décembre 2023). |

Les pays listés dans la première partie du tableau ont déposé leurs candidatures, elles ont été reconnues et les négociations d'adhésion sont en cours, afin de répondre aux critères requis. Ceux dans la troisième partie n'ont pas encore officiellement déposé leur candidature, cependant ils ont fait connaître officieusement leur intérêt pour une telle candidature. Le Conseil européen du 18 février 2008 a pris note de la déclaration d'indépendance de l'Assemblée du Kosovo mais n'a pas pris de décision en ce qui concerne ses perspectives d'adhésion éventuelles à l'Union européenne. Par ailleurs, l'ensemble des États des Balkans occidentaux ont signé des accords de stabilisation et d'association avec l'UE ; la Moldavie a signé un accord d'association.

### Négociations en cours

#### Pays des Balkans

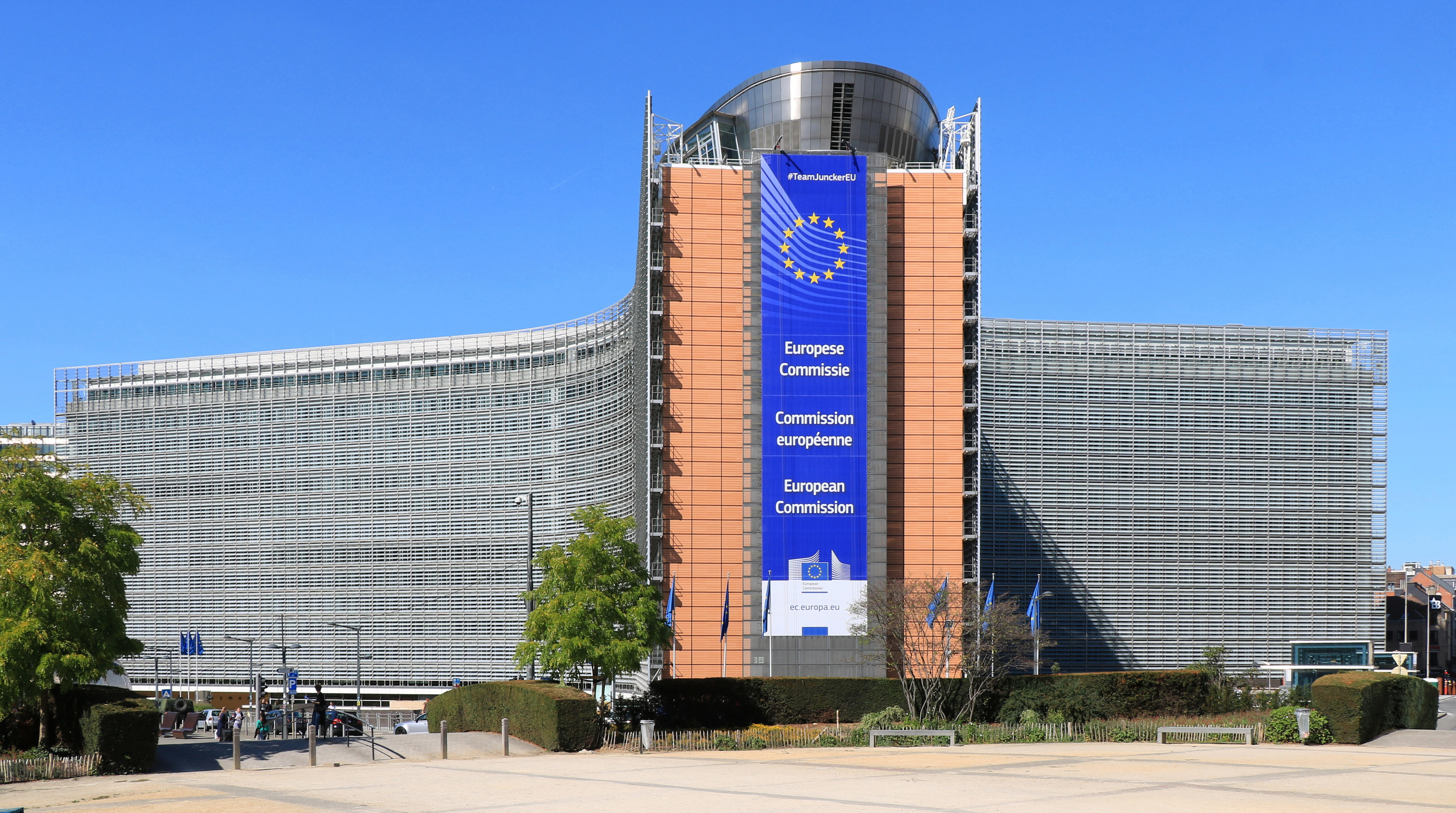
La Commission européenne, qui a rendu un avis favorable sur l'octroi du statut de candidat de plusieurs pays des Balkans.

Afin de soutenir et de redynamiser les efforts des pays candidats à répondre aux critères de Copenhague, l'Union européenne adopte fin 2017 une stratégie intitulée « Une perspective d'élargissement crédible ainsi qu'un engagement de l'Union européenne renforcé pour les Balkans occidentaux », mettant l'accent sur les priorités et les domaines de coopération commune renforcée. La stratégie comprend un plan d'action axé sur six initiatives relatives à la stratégie de l'UE dans les Balkans : renforcer l'État de droit, la sécurité et les migrations, le développement socio-économique, la connectivité en matière de transport et d’énergie, la stratégie numérique, et la réconciliation et les relations de bon voisinage. La Commission européenne encourage à aller de l'avant en matière d'adhésion. Elle a notamment réitéré cela en fin mai 2019, en particulier en ce qui concerne l'Albanie et la Macédoine du Nord.
Les pays des Balkans devraient adhérer à l'Union au fur et à mesure. Une nouvelle réforme des institutions est à l'étude pour rendre possible l'extension de l'Union à autant de membres.
- La Macédoine du Nord est un pays candidat depuis 2004 : demande d'adhésion déposée officiellement le 22 mars 2004. Le statut de candidat a été retenu par la Commission européenne le 9 novembre 2005 et par le Conseil européen le 16 décembre 2005. En mars 2012, constatant que les négociations en vue d'une adhésion ne sont toujours pas ouvertes, le Parlement européen demande au Conseil de les ouvrir au plus tôt. En mars 2020, Olivér Várhelyi, Commissaire européen à l'Élargissement, annonce que les États membres de l'Union européenne sont parvenus à un accord politique sur l'ouverture des négociations d'adhésion avec l'Albanie et la Macédoine du Nord[24].
- Le Monténégro a été reconnu candidat officiel le 17 décembre 2010.
- La Serbie a déposé une demande d'adhésion le 22 décembre 2009[25]. La Commission a rendu un avis favorable sur l'octroi de son statut de candidat par le Conseil le 12 octobre 2011[26]. Le pays a obtenu le statut de candidat le 1er mars 2012[27].
- L'Albanie a déposé une demande d'adhésion le 28 avril 2009. La Commission a rendu un avis favorable sur l'octroi du statut de candidat par le Conseil le 10 octobre 2012.
- La Bosnie-et-Herzégovine a déposé une demande d'adhésion le 15 février 2016. La Commission a rendu un avis favorable sur l'octroi du statut de candidat par le Conseil le 20 septembre 2016. Le 21 mars 2024, l'Union Européenne donne son accord à l'ouverture des négociations d'adhésion[28].

#### Turquie
Le rapprochement initial de la Turquie vis-à-vis de l'Europe s'est effectué dans le contexte de la Guerre froide. Pour les Américains et les Européens, la Turquie ne devait pas tomber dans le camp soviétique, d'où son intégration à l'OTAN dès 1949 et dans le programme d'association à la CEE en 1987, dans la perspective d'une adhésion ultérieure ; les négociations débutent officiellement à Paris le 3 octobre 2005.
Au vu des premières négociations, il apparaît que l'adhésion de la Turquie nécessite de sa part des efforts importants afin de respecter les règles et valeurs en vigueur dans l'Union européenne et notamment les critères de Copenhague. Ce n'était toujours pas le cas à l'ouverture des négociations en 2005, sur les points suivants :
1. discriminations religieuses : financement généralisé des imams et interdiction de facto pour les chrétiens comme les grecs-orthodoxes de rouvrir leurs institutions de formation du clergé ;
2. discriminations ethniques : les Kurdes et les Arméniens subissent encore de graves discriminations ; la légalisation récente de l'enseignement en kurde semblerait une opération d'ampleur fort limitée (deux écoles privées, donnant des cours du soir) et sans le moindre usage du kurde dans l'enseignement public ;
3. attitude hostile et contraire aux règles du droit international public envers les deux voisins que sont Chypre (non reconnue par la Turquie et occupation militaire du Nord de l'île déclarée illégale par l'ONU) et l'Arménie, frappée d'une fermeture de sa frontière avec la Turquie.

Les négociations d'adhésion sont gelées depuis novembre 2016 par le Parlement européen du fait d'une montée des tensions entre les deux entités sur de nombreux points : crise migratoire européenne, répression jugées « disproportionnées » à la suite de la tentative de coup d'État de 2016, confrontations en mer Égée et dans le bassin Levantin avec plusieurs États membres de l'UE.

#### Ukraine, Moldavie et Géorgie
Dans le contexte de l'invasion de l'Ukraine par la Russie en 2022, l'Ukraine, la Moldavie et la Géorgie ont chacune déposé, fin février ou début mars 2022, leur demande d'adhésion à l'UE. La Commission a procédé en urgence à l'instruction de ces demandes et rendu un premier avis le 17 juin 2022. Le Conseil européen des 23 et 24 juin 2022 a entériné cet avis qui accorde le statut de pays candidat à l'Ukraine et à la Moldavie, mais pose des préalables à l'obtention de ce statut par la Géorgie. Le Conseil européen des 14 et 15 décembre 2023 a ouvert les négociations pour l’adhésion de l’Ukraine et de la Moldavie. Le Conseil européen des 14 et 15 décembre a également accordé le statut de candidat à la Géorgie.

## Voisinages de l'Union européenne

États membres de l'Union européenne
État s'étant retiré de l'Union européenne
États candidats reconnus
États candidats déclarés
États ayant retiré ou interrompu leurs candidatures, membres de l'AELE

Selon l'article 237 du traité de Rome, puis l'article 49 du traité de Maastricht : « Tout État européen peut demander à devenir membre […] ». Mais les traités ne définissent pas ce qu'est un « État européen ». Traditionnellement, les limites de l'Europe sont l'Oural, le Caucase et la mer Caspienne à l'est, la mer Méditerranée au sud, l'océan Atlantique à l'ouest et l'Arctique au nord. Beaucoup critiquent cette définition, décidée par les géographes russes au XVIIIe siècle pour permettre à la Russie d'apparaitre comme un État « européen » (elle n'était pas considérée comme tel jusque-là),,. Ils font remarquer que la création de l'Union européenne avait précisément pour objectif le dépassement des frontières qui ont été à l'origine des conflits nationalistes des siècles passés. Par ailleurs, ce critère pose aujourd'hui le problème de Chypre (de culture hellénique mais située au sud-est de la Turquie, candidate depuis bien plus longtemps) ou encore des régions ultrapériphériques. Cependant, dans les faits, l'Europe s'est d'abord construite sur le sentiment d'appartenir à une même civilisation dite « européenne » et qu'il existe bien une notion d'espace commun, partagée par tous les membres de l'Union.

Pays membres du partenariat oriental.

En décembre 2002, le Conseil européen réuni à Copenhague a entamé une politique de « nouveau voisinage » avec les pays frontaliers de l'Union qui n'ont actuellement aucune perspective d'adhésion. Il s'agit de la Russie, des nouveaux États indépendants d'Europe orientale (Ukraine, Moldavie et Biélorussie), avec qui un partenariat oriental a été inauguré en mai 2009, et des pays du sud méditerranéen (Algérie, Égypte, Israël, Jordanie, Liban, Libye, Maroc, Autorité palestinienne, Syrie et Tunisie), qui entrent dans le cadre du partenariat Euromed. L'objectif de cette politique est d'assurer entre ces États et l'Union des relations étroites et pacifiques fondées sur la coopération. Plus spécifiquement, il s'agit de réaliser à terme une vaste zone assurant la libre circulation des personnes, des biens, des services et des capitaux.

### Pays d'Europe occidentale
La Suisse, le Liechtenstein, la Norvège et l'Islande ne sont pas membres de l'Union européenne. Ces pays à haut niveau de vie et à longue tradition démocratique répondent globalement aux critères de Copenhague, même si des problèmes techniques subsistent quant aux mécaniques de la démocratie directe en Suisse (la question du secret bancaire a été réglée courant 2009 après l'acceptation par la Suisse des critères de l'OCDE) ou la réglementation de la pêche en Norvège (qui perçoit par ailleurs d'énormes revenus pétroliers). Cette situation résulte donc d'un choix volontaire de leurs habitants. Ainsi la Norvège a refusé par deux fois d'adhérer à l'Union européenne par référendum en 1972, puis en 1994. De même la Suisse a gelé une demande d'adhésion à l'Union européenne déposée en 1992, à la suite de l'échec du référendum la même année. En 2001, consécutivement à une initiative populaire, la Suisse rejette l'idée d'une réouverture rapide des négociations. Il faut attendre fin 2009 pour que la question revienne sur l'avant-scène fédérale sous l'impulsion du ministre Moritz Leuenberger.
Les économies de ces trois pays sont cependant fortement intégrées à celle de l'Union européenne : l'Islande, le Liechtenstein et la Norvège sont membres de l'espace économique européen. Bien qu'elle ait refusé en 1992 d'adhérer à l'EEE, de nombreuses conventions bilatérales entre la Suisse et l'UE assurent à ce pays une intégration économique globalement équivalente. La Suisse et l'Union européenne sont tombées d'accord le 14 mai 2004 pour l'intégration du pays alpin dans l'Espace Schengen. Depuis le 29 mars 2009 la Suisse fait pleinement partie de l'Espace Schengen.
La Norvège et l'Islande avaient signé un accord d'association équivalent lors de l'adhésion d'autres pays nordiques : le Danemark, puis la Suède et la Finlande à l'UE. Cet accord avait pour but d'assurer la coexistence de l'Union nordique des passeports de 1954 et de l'espace Schengen. Depuis le changement de gouvernement en Islande en 2009, la perspective d'une adhésion rapide de ce pays à l'Union devient plus précise.
De manière non exhaustive, les États de UE et de l'Association européenne de libre-échange (AELE) travaillent en collaboration dans les domaines de l'environnement, la recherche, l'éducation, la santé, la fiscalité, la justice, la pêche, le commerce, etc.. Ils sont par exemple engagés par des accords de coopération avec Europol.

#### Islande
La position de l'Islande, longtemps réfractaire à toute adhésion à l'Union européenne, a changé avec l'effondrement de son économie consécutif à la crise financière de 2008. L'Islande a présenté sa candidature d'adhésion pour intégrer l'Union européenne le 16 juillet 2009. Le parlement a approuvé le 17 juillet 2009 une demande d'adhésion. Sa demande fut officialisée par le Conseil européen le 27 juillet 2009 et transmise pour analyse à la Commission. La Commission annonça en février 2010 qu'elle soutenait l'ouverture des négociations d'adhésion de l'Islande.
Le gouvernement islandais a pour objectif d'adhérer rapidement, adhésion qui sera par ailleurs sujette à un référendum. Le 17 juin 2010, l'UE accorda le statut de candidat à l'Islande en approuvant formellement l'ouverture des négociations d'adhésion. Les négociations commencèrent le 27 juillet 2010.
Le 12 septembre 2013, le ministre des Affaires étrangères islandais Gunnar Bragi Sveinsson annonce que le Gouvernement islandais suspend pour toute la durée de la législature les négociations d'adhésion à l'UE. Cette candidature est officiellement retirée le 12 mars 2015.
Membre de l'espace économique européen, l'Islande est déjà membre du marché unique et de l'espace Schengen.

### Micro-États
L'Europe compte un certain nombre de très petits États qui font moins de 500 km2 et possèdent moins de 80 000 habitants :
- Andorre : Principauté située entre l'Espagne et la France.
- Liechtenstein : Principauté située entre l'Autriche et la Suisse.
- Monaco : Principauté enclavée entre la France et la mer Méditerranée.
- Saint-Marin : République totalement enclavée en Italie.
- Vatican : Monarchie absolue représentée au niveau politique par le Saint-Siège.

Ces États sont généralement dépendants d'un État voisin pour une ou plusieurs fonctions régaliennes (la monnaie, la défense, etc.). Hormis le Liechtenstein, historiquement plus proche de la Suisse, tous ces pays sont de facto fortement intégrés à l'Union à la suite des divers accords de coopération passés avec leurs voisins : par exemple, ils sont tous (sauf le Liechtenstein) associés à la zone euro. Ils ont pu en outre établir des conventions en leur nom propre. Par exemple, le Liechtenstein est membre de l'Espace économique européen et de l'espace Schengen et Saint-Marin a signé un accord de coopération et d'union douanière avec l'UE en 1991.
Au niveau européen, la taille et la population influent sur le poids politique des États, ce qui fait que pour ces micro-États, un mécanisme de pondération plus avantageux serait un préalable pour devenir un jour, membres à part entière de l'Union. Il faut cependant remarquer que la superficie de Malte, le plus petit État membre, est inférieure à celle d'Andorre. Mais sa population est cinq fois plus importante.
Par ailleurs, pour certains d'entre eux, la qualité démocratique de leurs institutions et la transparence de leur système bancaire sont sujets à caution : Andorre, le Liechtenstein et Monaco faisaient partie jusqu'au 18 mars 2004 de la « liste noire » des paradis fiscaux non coopératifs publiée par l'OCDE. Mais depuis, les trois pays sont sortis de cette liste noire. Depuis septembre 2009, Monaco figure dans la liste dite « blanche » des pays qui mènent une politique fiscale conforme aux critères de l'OCDE.
Les Îles Féroé, pays constitutif du Royaume du Danemark, ne font également pas partie de l'Union européenne ; a contrario, les îles Åland, état libre associé à la Finlande font partie de l'Union européenne.

### Pays des Balkans
La transition des anciens pays socialistes des Balkans vers les critères de Copenhague n'a pas été considérée comme suffisante pour qu'ils puissent rejoindre l'Union en 2004. Seule la Slovénie a pu entrer dans l'UE lors de la première phase du cinquième élargissement du 1er mai 2004. La Roumanie et la Bulgarie ont adhéré lors de la seconde phase, le 1er janvier 2007 et la Croatie a été intégrée au 1er janvier 2013.
La Macédoine du Nord et l'Albanie ont reçu le statut officiel de pays-candidats et des accords de stabilisation et d'association (ASA) ont été signés avec toutes les anciennes républiques yougoslaves à l'exception du Kosovo qui n'est pas encore reconnu internationalement. Ce sont globalement les pays les plus pauvres de l'ancien bloc de l'Est et ils reçoivent des aides économiques et techniques de la part de l'Union via les différents instruments de préadhésion.
- Albanie : le conseil de Porto-Feira en juin 2000 a reconnu sa « vocation à adhérer à l'Union », mais l'état politique et économique du pays est très préoccupant. Le conseil européen du 24 juin 2014 a accordé à l'Albanie le statut de candidat[48].
- Bosnie-et-Herzégovine : le conseil de Porto-Feira en juin 2000 a reconnu sa « vocation à adhérer à l'Union ». Elle a signé un accord de stabilisation et d'association en 2008[49].
- Kosovo[50] : pour plusieurs pays de la région des Balkans, la reconnaissance du Kosovo sur les plans commercial et diplomatique n'est pas encore acquise. En outre, l'indépendance du Kosovo n'est reconnue que par 22 pays de l'Union européenne sur 27. Par conséquent, l'absence de position claire de la Commission, de même que les problèmes de corruption[51] et l'instabilité politique, diplomatique et économique du Kosovo, ne permettent pas encore l'entame de procédures d'adhésion. Malgré ces circonstances, des aides financières et un dialogue régulier en vue de sa stabilisation confèrent au Kosovo le statut de candidat potentiel à l'Union. Le 23 avril 2008, le vice-Premier ministre Hahredin Kuci considérait l'adhésion à l'Union européenne comme une « priorité absolue » et espérait atteindre cet objectif en 2015[52]. Le pays a toutefois ratifié un accord de stabilisation et d'association (ASA) avec l'UE qui est entré en vigueur en 2016 et qui encadre leurs relations même si un certain nombre d'États membres de l'UE n'ont pas reconnu l'indépendance de ce dernier. Le Kosovo a déposé le 15 décembre 2022 sa demande de candidature d'adhésion à l'Union européenne[53]
- Macédoine du Nord : la Macédoine a eu le statut de pays-candidat le 17 décembre 2005.
- Monténégro : le 16 août 2006, la ministre monténégrine pour l'Intégration européenne, Mme Gordana Jurović a fait savoir que son pays souhaitait obtenir le statut de pays-candidat en 2008. Elle a aussi déclaré que les négociations entre le Monténégro et l'Union européenne en vue de conclure un accord de stabilisation et d'association allaient démarrer le 20 septembre 2006. Le Monténégro a eu le statut de pays-candidat le 17 décembre 2010.
- Serbie : le conseil de Porto-Feira en juin 2000 a reconnu sa « vocation à adhérer à l'Union ». Il reste à régler les problèmes du statut du Kosovo et des suites données au Tribunal pénal international pour l'ex-Yougoslavie (TPIY). Les négociations sur un accord de stabilisation et d'association entamées avec la Serbie-et-Monténégro en 2005 ont été suspendues par la Commission européenne en mai 2006 à la suite d'un jugement « négatif » sur la coopération de Belgrade avec le TPIY. Depuis l'indépendance du Monténégro en juin 2006 la Commission devrait demander un nouveau mandat pour les négociations sur l'accord de stabilisation et d'association avec le nouvel État ainsi qu'effectuer « une modification du mandat existant » pour poursuivre les discussions avec la seule Serbie. La Serbie a obtenu le statut de candidat le 1er mars 2012.

### Anciennes républiques soviétiques
Les trois États baltes, ayant fait partie de l'URSS de 1940 à 1991, ont adhéré à l'UE en 2004, après s'être portés candidats dès leur indépendance recouvrée.

#### Pays frontaliers de l'UE
Trois États font partie intégrante du partenariat oriental :
- Ukraine : son ancien président, Viktor Iouchtchenko, a déclaré dès 2005 qu'elle était candidate à l'adhésion à l'Union[54]. Au sein de l'Union, Olli Rehn le commissaire européen à l'Élargissement, estime en août 2008 que l'UE devrait clairement manifester son soutien à la possible adhésion de l'Ukraine[55]. En 2011, le président Ukrainien Viktor Ianoukovytch renouvelle son souhait de voir son pays devenir un « fier membre de l'Union européenne »[56]. Cependant, l'UE n'a jamais accordé de statut d'État candidat à l'Ukraine en raison de projets d'intégration de celle-ci dans l'espace postsoviétique (notamment l'Union douanière de la Communauté économique eurasiatique (CEEA) qui réunit : Biélorussie, Kazakhstan, Kirghizistan, Ouzbékistan, Russie et Tadjikistan) et préféra signer un accord d'association en 2014. À la suite des tensions entre l'Ukraine et la Russie depuis 2014, les relations entre l'Ukraine et l'UE s'approfondissent mais aucune possibilité d'adhésion n'est envisagée[57]. Or, avec le conflit russo-ukrainien, le 23 juin 2022, le statut de candidat à l'Union lui a été accordé[58].
- Moldavie : bien que n'étant pas souveraine sur l'intégralité de son territoire puisque la Transnistrie a fait sécession, la Moldavie a déposé une demande d'adhésion à l'Union européenne le 3 mars 2022[59]. L'Union européenne a toutefois signé un accord d'association avec la Moldavie, qui vise à améliorer et développer les relations bilatérales. La Moldavie est par ailleurs membre de l'Accord de libre-échange centre-européen tout comme les pays des Balkans occidentaux, accord destiné à préparer leur adhésion à l'Union européenne. Toutefois, depuis le 23 juin 2022, sa demande de candidature à l'Union a été acceptée[58].
- Biélorussie : généralement considérée comme la « dernière dictature d'Europe », elle n'est ni candidate à l'adhésion à l'UE, ni membre du Conseil de l'Europe[60]. Le pays fait régulièrement l'objet de sanctions de la part de l'UE pour ses manquements sur les questions des Droits de l'homme et les répressions politiques exercées dans le pays. La Biélorussie a préféré adhérer à l'Union eurasienne ce qui rend toute perspective d'adhésion à l'Union européenne définitivement close. La Biélorussie est par ailleurs membre de l'Organisation du traité de sécurité collective et de la Communauté des États indépendants.

#### Fédération de Russie
La Russie constitue à elle seule une puissance, tout comme l'UE et les États-Unis. La Russie ne souhaite pas adhérer à l'Union européenne bien que sur le plan historique elle soit considérée comme un État européen. Géographiquement, la Russie est pour environ un tiers en Europe et deux tiers (la Sibérie et une très petite portion du Caucase) en Asie, mais au regard de la population, les proportions sont inversées.
La Russie coopère avec l'Union européenne dans divers domaines mais propose pour elle-même et à d'autres États d'Europe (et au-delà d'Asie) une autre organisation régionale que l'Union européenne : l'Union eurasienne qui a vu le jour en 2015. L'Union eurasienne rend toute perspective d'adhésion à l'Union européenne caduque tout comme l'appartenance d'un pays européen à l'Organisation du traité de sécurité collective. Les membres de l'Union eurasienne géographiquement en Europe ou partiellement sont :
- Russie (relations)
- Biélorussie (relations)
- Kazakhstan[Note 4] (relations)

#### Pays du Caucase
À propos de l'Arménie, l'Azerbaïdjan et de la Géorgie, membres du partenariat oriental, des commissions de coopération parlementaire ont souligné « la nécessité de définir clairement une perspective européenne pour ces pays en n'excluant, par conséquent, pas la possibilité qu'ils deviennent ultérieurement candidats à l'adhésion à l'Union » et invité à prendre pour objectif « la pleine intégration de la Géorgie dans l'Union européenne ». Ces trois pays sont aujourd'hui inclus dans la politique de voisinage de l'Union. Le 12 mai 2004 la Commission avait recommandé leur inclusion dans ce programme.
Le président géorgien Mikheil Saakachvili a déclaré le 7 avril 2004 que l'objectif d'une adhésion était la « priorité numéro un » de la politique étrangère de la Géorgie. C'est ainsi que même si la Géorgie n'est pas membre de l'UE, elle place systématiquement le drapeau du Conseil de l'Europe dont elle est membre et dont le drapeau a été repris par l'Union européenne, à côté de son drapeau national. Un rapprochement politique et économique s'est opéré avec l'Union européenne par la signature d'un accord d'association. Le 3 mars 2022, La Géorgie déposé sa candidature d'adhésion à l'Union européenne et celle-ci a été officiellement reconnue le 14 décembre 2023. L'état économique et politique de ces pays ne permet cependant pas d'envisager une action concrète à court terme.
L'Arménie a intégré l'Union eurasienne, rendant toute perspective d'adhésion à l'Union européenne caduque. Par ailleurs, le pays est membre de l'Organisation du traité de sécurité collective et de la Communauté des États indépendants.
Le 13 mars 2024, le Parlement européen a adopté une résolution confirmant que l'Arménie satisfait aux exigences de l'article 49 du traité de Maastricht et que le pays peut adhérer à l'UE.
"L'Arménie ne manquera pas l'occasion de rejoindre l'Union européenne (UE)", a déclaré le 19 septembre 2024 le Premier ministre arménien Nikol Pachinian lors du Sommet mondial arménien.
L'Azerbaïdjan n'a pas exprimé le désir de rejoindre l'UE et pourrait connaître la même hostilité qui se manifeste vis-à-vis de l'adhésion turque. Le pays est membre de la Communauté des États indépendants.

### Pays méditerranéens
L'Union européenne compte à ce jour un seul pays n'appartenant pas majoritairement au continent européen : Chypre ; l'adhésion de ce pays a été motivée par sa culture hellénique et à sa proximité avec la Grèce et certains pays européens.
Bien que Silvio Berlusconi se soit, par exemple, déclaré en 2010 favorable à une candidature d'Israël, une adhésion des pays méditerranéens est extrêmement improbable. Ils sont en revanche concernés par la politique de voisinage de l'Union. Le 28 novembre 1995, l'UE a signé un accord de partenariat Euromed avec 12 pays du sud et de l'est méditerranéen. L'objectif était de créer une zone de paix et de stabilité avec l'ambition de permettre le libre-échange en 2010. Jusqu'à aujourd'hui les progrès ont été extrêmement ténus et il apparaît évident que les objectifs initiaux ne seront pas atteints.
Ces pays ont vocation à être des ponts culturels au vu de leur histoire et de la proximité géographique avec l'Europe.
La Turquie est dans une situation différente. Bien que seulement 3 % de son territoire soit situé en Europe, elle a signé un accord d'association avec la CEE en 1963 (l'accord d'Ankara), et elle est officiellement candidate à l'entrée dans l'Union européenne depuis 2005. Alors que certains représentants politiques des pays au sein de l'Union européenne étaient pour l'intégration (Silvio Berlusconi, José Luis Zapatero, Jean-Claude Juncker…), d'autres (comme Nicolas Sarkozy, ou Angela Merkel…) s'étaient positionné contre l'adhésion de la Turquie à l'UE, et lui préféreraient un « partenariat privilégié ».

#### Algérie
L'Algérie, ayant obtenu son indépendance le 5 juillet 1962, a refusé de rester dans la CEE.

### Question chypriote
Officiellement, l'État insulaire de Chypre fait partie de l'Union européenne, sous la souveraineté de jure de la république de Chypre. Les Chypriotes turcs sont citoyens de la république de Chypre et donc de l'Union européenne. Néanmoins, les acquis communautaires de l'UE sont suspendus indéfiniment dans le tiers nord de l'île, qui est resté hors du contrôle de la république de Chypre depuis l'invasion turque de 1974. Les Chypriotes grecs ont rejeté le plan Annan qui devait régler le conflit de Chypre par le référendum du 24 avril 2004. Si le référendum avait été en faveur du plan, l'île (à l'exception des bases militaires britanniques de Chypre) aurait rejoint l'Union européenne sous le nom de République chypriote unie. Les relations de l'Union européenne avec la communauté chypriote turque sont prises en charge par la Direction générale à l'élargissement de la Commission européenne.

#### Maroc
Des pays extra-européens ont également été en pourparlers puisque la demande d'adhésion du Maroc a été rejetée en octobre 1987.

### Un élargissement vers l'intérieur?
Outre les pays européens ou extra-européens, certains partis politiques européens, en particulier l'ALE, préconisent de tenir en compte l'arrivée future de nouveaux membres potentiels à l'intérieur des frontières actuelles de l'Union européenne. L'ALE prend pour exemple des régions qui pourraient devenir indépendantes, en particulier la Flandre, la Wallonie, la Catalogne, le Pays basque et la Galice. Joan Puigcercos, président de l'ERC, annonce que l'Union européenne ne reconnaîtra de nouveaux États que « si un référendum est organisé démocratiquement sur l'indépendance ».